# 卡羅琳·肯尼迪
卡羅琳·布维尔·肯尼迪（英語：Caroline Bouvier Kennedy，1957年11月27日—），美国律師、外交官，曾任美國駐澳洲大使（第27任）、美國駐日本大使（第29任），第35任美国总统約翰·肯尼迪之女，也是肯尼迪总统夫婦四名子女中唯一在世者。

## 早年

### 显赫甘迺迪家族后裔

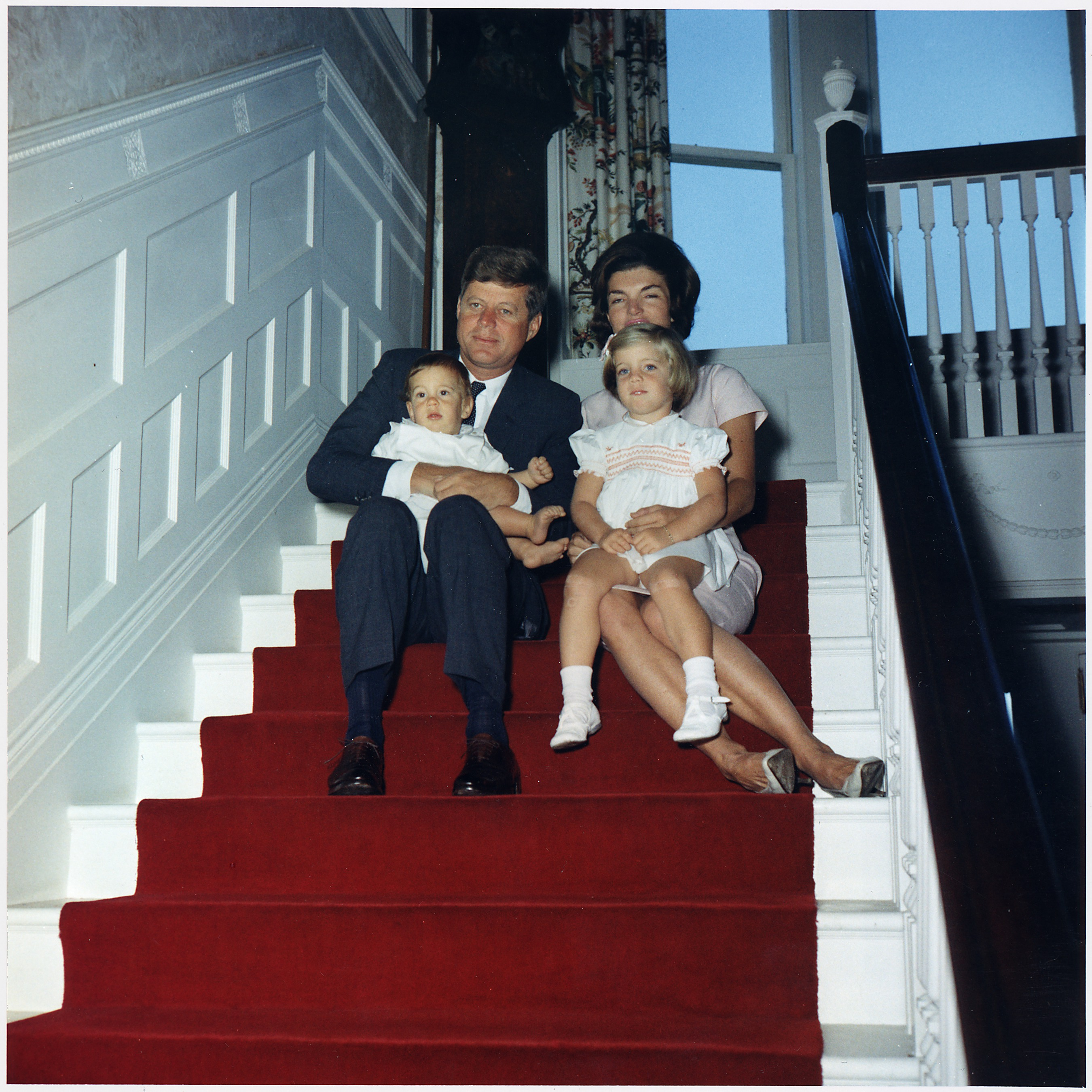
甘迺迪家庭生活照，摄于1961年

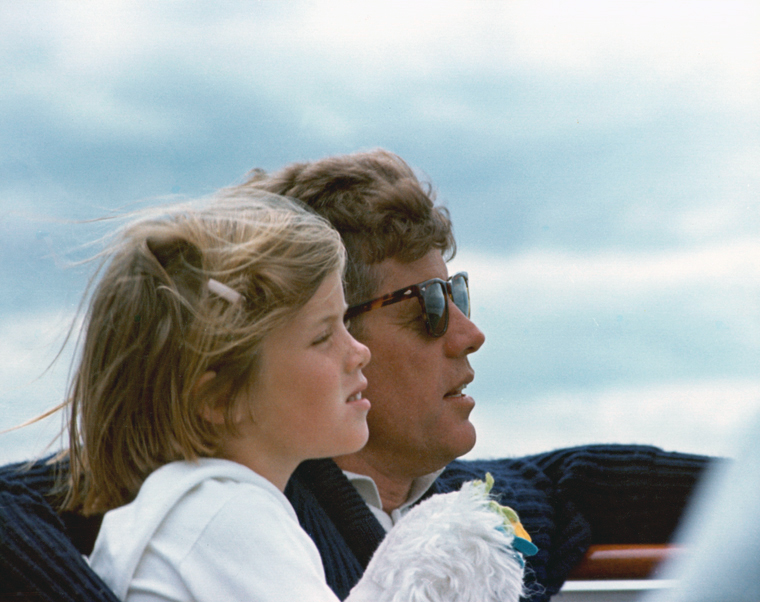
甘迺迪父女照，摄于1963年

1957年11月27日生于美国纽约市紐約長老教會威爾康奈爾醫療中心，双亲是第35任美国总统約翰·甘迺迪及其妻賈桂琳·甘迺迪。甘迺迪夫人四度怀胎里仅有两胎顺利存活，是卡罗琳（第二胎）和小約翰·甘迺迪（第三胎）。

### 丧亲经历
1963年11月22日，时任美国总统约翰·肯尼迪在德州遇刺身亡，终年46岁。当时卡罗琳6岁，而其弟弟则是在葬礼当天正好3岁。
1968年6月5日，卡罗琳的叔叔、同为政治人物的罗伯特在加州遇刺身亡，终年42岁。
1999年，卡洛琳的弟弟小約翰·甘迺迪及弟媳卡洛琳亡于私人飛機事故。

## 成年

### 學歷
卡洛琳曾就读于The Brearley School、Concord Academy in Massachusetts、哈佛大学和哥伦比亚大学，尽管其作风低调，但肯尼迪之女的身份依旧使她容易成为焦点。

### 个人生活
1977年，卡罗琳開始在紐約每日新聞實習，周薪156美元。
1980年，卡罗琳進入纽约大都會藝術博物館擔任助理职務。期间结识Edwin Arthur Schlossberg，1986年7月19日兩人结婚，育有三名子女Rose、Tatiana和John。
卡洛琳曾为律师和专栏作家。她理解同性恋、支持枪支控制，並关注以色列与巴勒斯坦情勢。

### 政治生涯

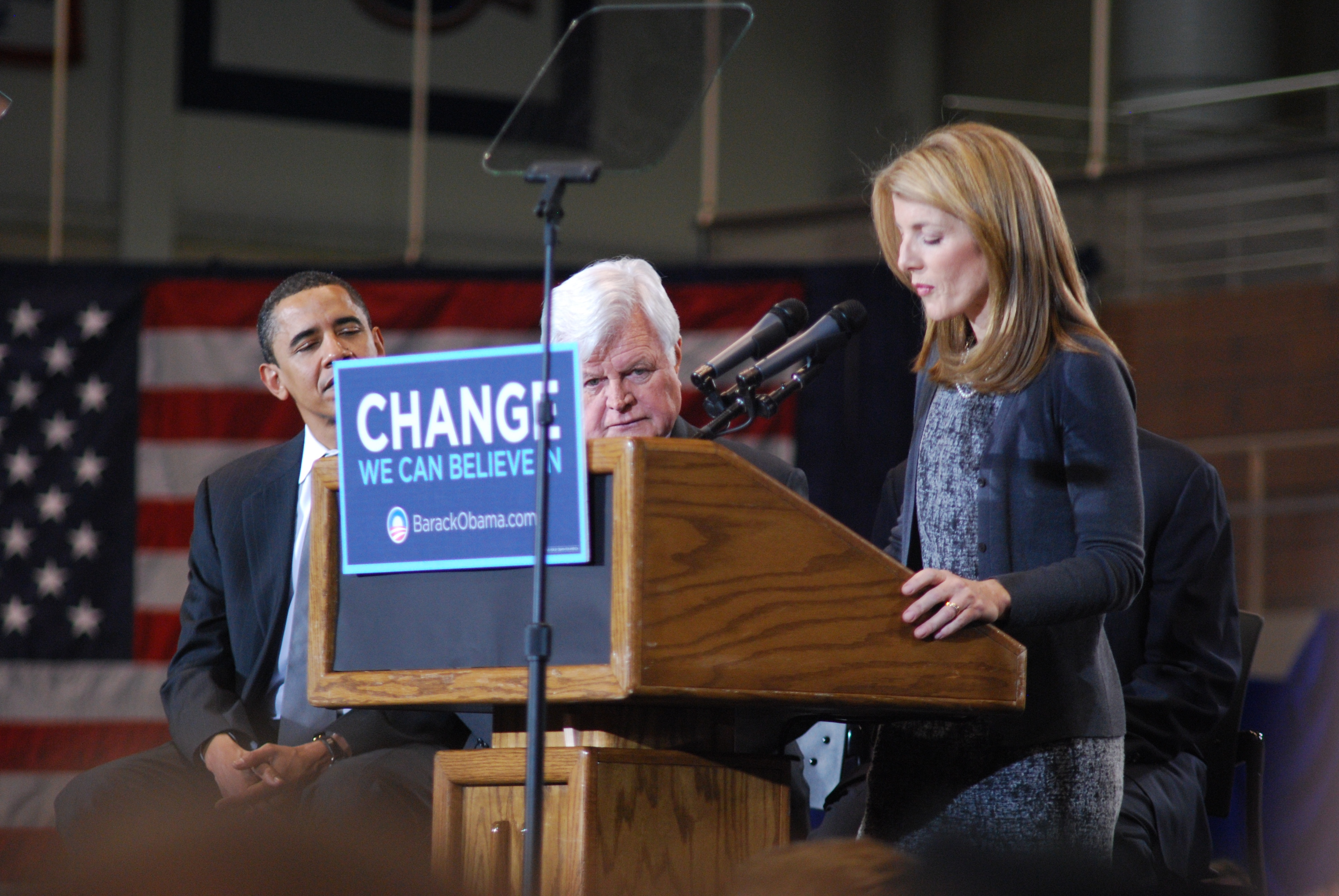
奥巴马获肯尼迪之女的热忱支持

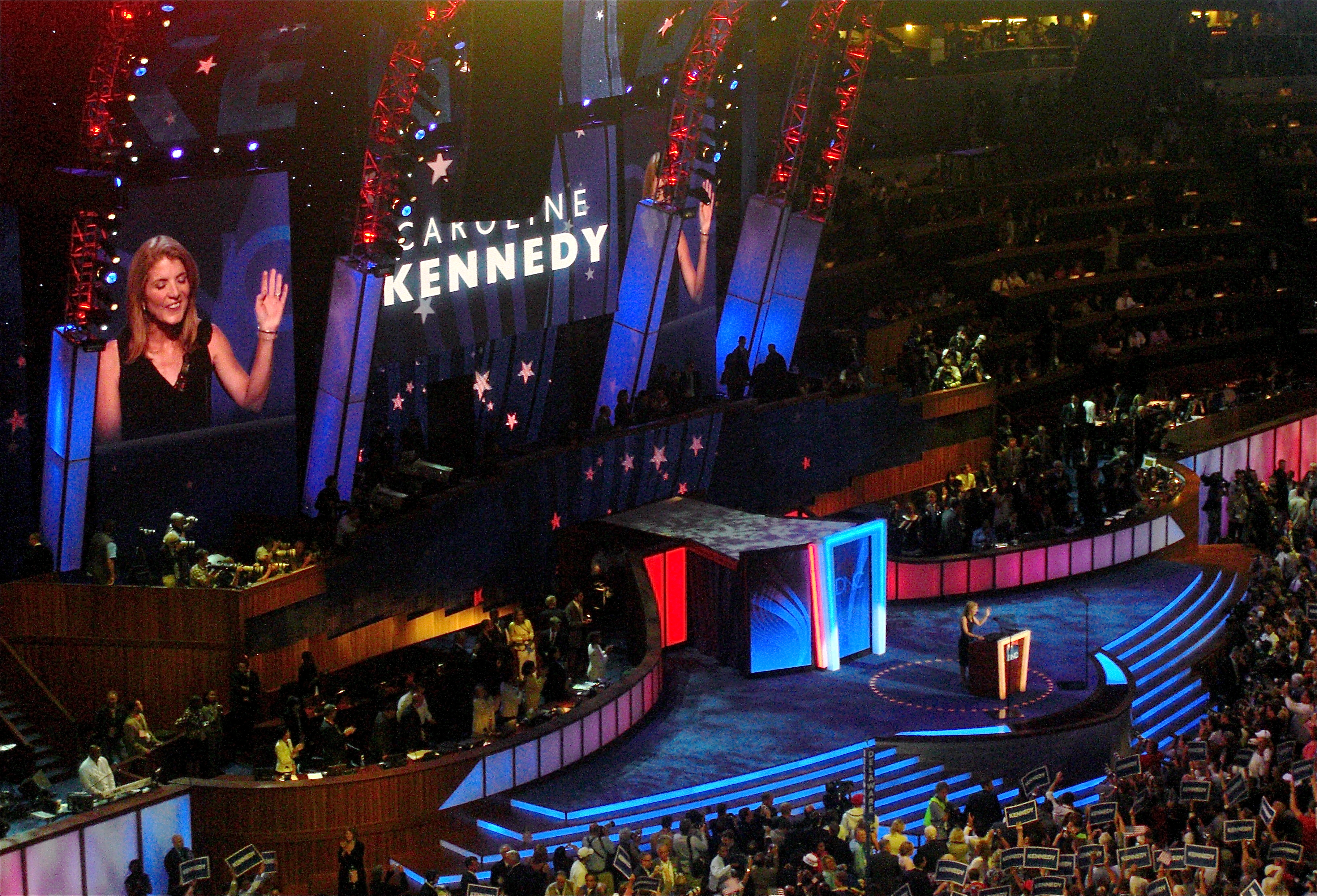
奥巴马获肯尼迪之女的热忱支持

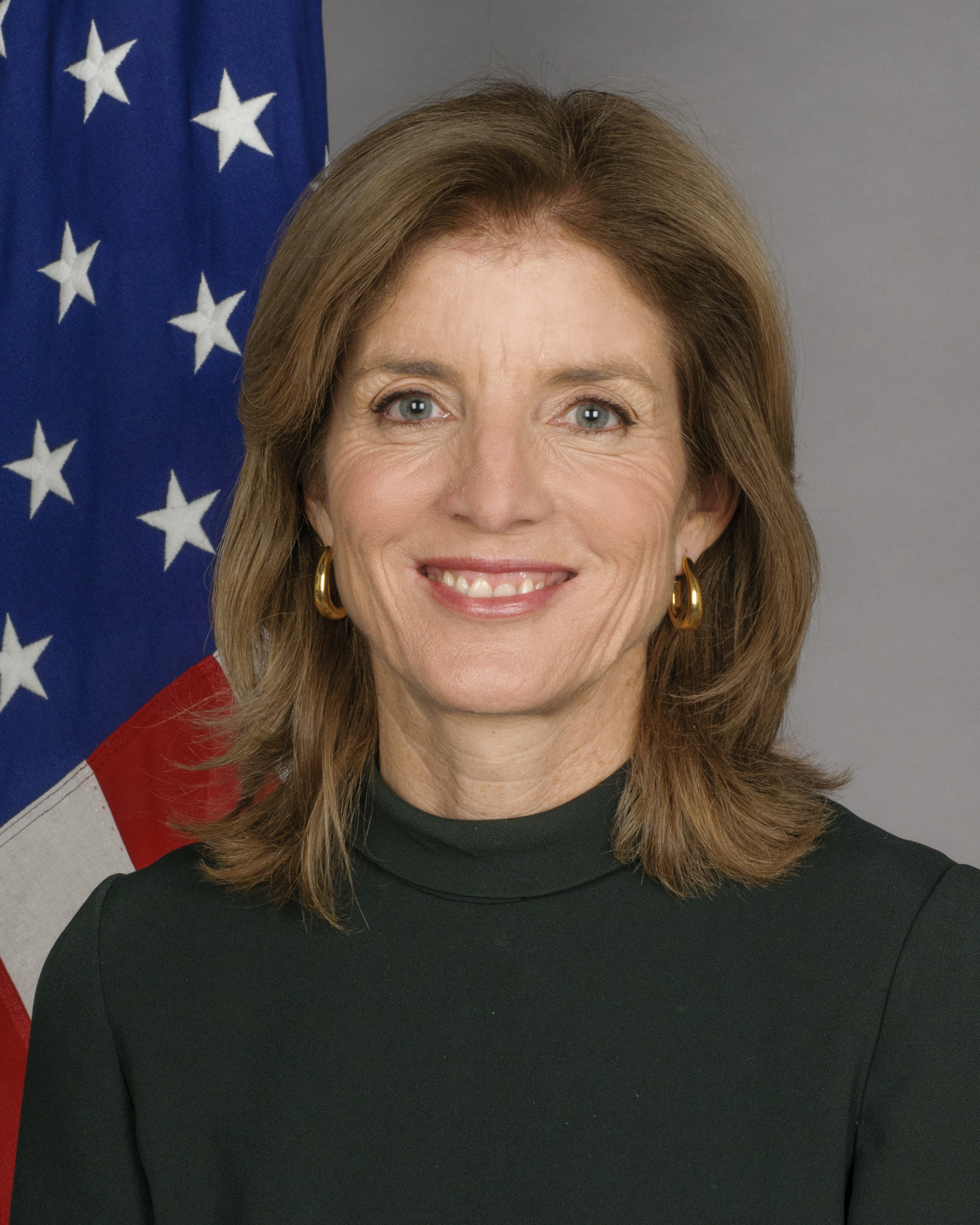
2013年美國駐日本大使館官方肖像照

2008年1月27日，卡洛琳在2008年美国总统选举期间公开夸奖并支持奥巴马可能成为“像我爸爸一样的伟大总统”，她说道：“我从未遇过一位能像人们说我父亲那样激励我的总统。但我第一次相信，我找到了可以担任那位总统的人——不仅对我而言，而且对新一代美国人来说。”直至此时卡洛琳公开支持过的总统候选人仅有两位，另一位是她的叔叔爱德华·肯尼迪。
2013年，卡洛琳獲提名為美國駐日大使，11月15日抵達日本履新，11月19日到皇居向天皇明仁呈遞到任國書，任職至2017年1月18日辭職生效。
2014年1月18日，克羅琳針對日本和歌山縣太地町的圍捕海豚活動，在其個人Twitter上投稿寫道：“美國政府反對围捕海豚的活動。捕殺海豚的非人道性極其令人擔憂。”其後引發爭議。
2014年3月6日，卡洛琳接受日本放送協會採訪時說，日本首相安倍晉三參拜靖國神社，這項舉動導致地區局勢混亂、沒有建設性，而且導致日韓關係與日中關係惡化，她對此表示關切；但她亦表示盟國有時也會存在不同意見，日美關係非常牢固，日本與韓國都是美國在亞洲最緊密的盟國，希望日本與韓國保持對話、改善關係。
2021年12月16日，獲時任總統拜登提名出任美國駐澳洲大使，任職至2024年11月28日辭職生效。

## 荣誉

### 外国勋章奖章
- 旭日大绶章（日本，2021年11月3日公布[5]）